# 真武镇
真武镇，是中华人民共和国江苏省扬州市江都区下辖的一个乡镇级行政单位。

## 行政区划
真武镇下辖以下地区：
真武社区、杨庄社区、滨湖社区、真武村、真油村、真东村、振兴村、真北村、蒙套村、广丰村、曹桥村、渔港村、邱墅村、滨湖村、东明村、朱楼村、恒丰村、谈套村、杨庄村、滨东村和滨西村。